# Ottomar Rodolphe Vlad Drácula Príncipe de Kretzulesco
Ottomar Rodolphe Vlad Drácula Príncipe de Kretzulesco, nacido como Ottomar Berbig (10 de octubre de 1940-noviembre de 2007), fue un extravagante socialité alemán que alcanzó la fama a través de una demanda de linaje adoptado de Vlad Dracula, la inspiración para el Conde Drácula.